# جيمس إلروي فليكر
جيمس إلروي فليكر (بالإنجليزية: James Elroy Flecker)‏ (1884-1915م) هو شاعر وكاتب مسرحي ومستشرق إنجليزي.
ولد في لندن وعمّد باسم هنري إلروي فليكر ولكن غير اسمه إلى جيمس عند بلوغه. درس في مدرسة بشلتنهام. عمل في قنصلية بلاده في شرق المتوسط والتقى بامراة تزوجها سنة 1911م.
وقد ترجمه كليفورد ادموند بوسورث في كتاب صدر مؤخرا.

## آثاره
شعر
- The Bridge of Fire (1907)
- Thirty-Six Poems (1910)
- Forty-Two Poems (1911) (eBook)
- The Golden Journey to Samarkand (1913)
- The Old Ships (1915)
- Collected Poems (1916)

روايات
- The Last Generation: A Story of the Future (1908)
- The King of Alsander (1914)

دراما
- Hassan: The Story of Hassan of Baghdad and How he Came to Make the Golden Journey to Samarkand
- Don Juan (1925)

أعمال أخرى
- The Grecians (1910)
- The Scholars' Italian Book (1911)
- Collected Prose (1920)
- The Letters of J.E. Flecker to Frank Savery (1926)
- Some Letters from Abroad of James Elroy Flecker (1930)

## روابط خارجية
- جيمس إلروي فليكر على موقع IMDb (الإنجليزية)
- جيمس إلروي فليكر على موقع ميوزك برينز (الإنجليزية)
- جيمس إلروي فليكر على موقع قاعدة بيانات برودواي على الإنترنت (الإنجليزية)